# Districte de Pfäffikon
El Districte de Pfäffikon és un dels 11 districtes del cantó de Zúric (Suïssa). Té una població de 53387 (cens de 2007) i una superfície de 163.55 km². Està compost per 12 municipis i el cap del districte és Pfäffikon.

## Municipis
| Escut             | Codi postal i Municipi | Habitants (Dez. 2007) | Superfície en km² | Número SFOS |
| ----------------- | ---------------------- | --------------------- | ----------------- | ----------- |
| Bauma             | 8494 Bauma             | 4191                  | 20.76             | 0171        |
| Fehraltorf        | 8320 Fehraltorf        | 5227                  | 9.54              | 0172        |
| Hittnau           | 8335 Hittnau           | 3302                  | 12.92             | 0173        |
| Illnau-Effretikon | 8307 Illnau-Effretikon | 15265                 | 25.28             | 0174        |
| Kyburg            | 8314 Kyburg            | 400                   | 7.58              | 0175        |
| Lindau            | 8315 Lindau            | 4785                  | 11.96             | 0176        |
| Pfäffikon ZH      | 8330 Pfäffikon         | 10109                 | 19.54             | 0177        |
| Russikon          | 8332 Russikon          | 3849                  | 14.37             | 0178        |
| Sternenberg       | 8499 Sternenberg       | 353                   | 8.75              | 0179        |
| Weisslingen       | 8484 Weisslingen       | 3105                  | 12.81             | 0180        |
| Wila              | 8492 Wila              | 1903                  | 9.21              | 0181        |
| Wildberg          | 8489 Wildberg          | 898                   | 10.83             | 0182        |
|                   | Total (12)             | 53'387                | 163.55            | 0108        |